# Арганкуль
Арганкуль (тадж. Арғанкӯл) — сельский населённый пункт (тадж. деҳа) в Сангворском районе РРП Таджикистана. Входит в состав сельской общины (джамоата) Заршуён. Расстояние от села до центра района (село Тавильдара) — 50 км, до центра джамоата (село Миёнаду) — 5 км. Население — 534 человек (2017 г.), таджики. Население в основном занято сельским хозяйством (животноводство и растениводство). Земли орошаются главным образом водами горных источников.
В сентябре 1934 года на территории сёл Арганкуль, Лай-Ордан, Гоуд, Джур-Мионад, Дарай-Хайрон произошли землетрясения, в результате которых погибло 187 человек, 85 человек ранены.